# Serrat de la Roca del Mill
El Serrat de la Roca del Mill és una muntanya de 694 metres que es troba al municipi de Lluçà, a la comarca d'Osona.